# Qua la zampa, Doggie
Qua la zampa, Doggie (Family Dog) è una serie animata statunitense che narra la storia di una famiglia suburbana nella media, i Binford, raccontata dal punto di vista del loro cane. La serie è apparsa inizialmente come un episodio della serie animata Storie incredibili (episodio Qua la zampa Doggie); venne poi ampliato in questa serie TV piuttosto breve (10 episodi). La serie è stata trasmessa in Italia dalle reti Rai e successivamente Mediaset.

## Serie della CBS
Dopo il successo dello speciale, fu prodotta una serie della CBS dallo stesso Steven Spielberg (produttore della serie Storie incredibili) e da Tim Burton (che contribuì ai disegni dei personaggi), scritta da Dennis Klein ma notevolmente influenzata dal contributo dell'originale scrittore/regista dello speciale, Brad Bird. Molto pubblicizzata a causa del contributo di Spielberg, la serie soffrì di evidenti ritardi di produzione. Al debutto, lo show fu stroncato per il suo crudo copione e per la sua produzione di poco valore, entrambi drasticamente inferiori di qualità rispetto all'episodio che aveva procreato la serie. Dopo i primi due episodi mandati in onda, fu eliminato dalla trasmissione della CBS. I rimanenti episodi furono venduti a mercati locali come programmi riempitivi. L'intera serie fu successivamente pubblicata in un'edizione Laserdisc.

## Videogioco
Lo show fu trasformato in un videogioco sviluppato da Imagineering e pubblicato da Malibu Games nel 1993 per Super Nintendo Entertainment System. Il videogioco a piattaforme è incentrato sulla vita quotidiana di un cane domestico. Nel titolo il giocatore deve visitare tre livelli ed evitare gli ostacoli che includono gatti e l'accalappiacani.